# “中出し”以外は校則違反!! 〜女子校祭・乗っ取り計画〜
『"中出し"以外は校則違反!! 〜女子校祭・乗っ取り計画〜』（なかだしいがいはこうそくいはん じょしこうさい・のっとりけいかく）は、MBS TRUTHのアダルトゲームソフト。2006年6月23日発売。

## ストーリー
中出精多はその名前のせいで子供の頃から馬鹿にされ、不遇な人生を送って来たと感じている。ある時、風邪をこじらせて入院したが退院の準備をしていた時に偶然、立ち聞きした会話から自分の症状が風邪ではなく不治の病で余命はあと僅かであると思い込んでしまう。
自暴自棄になった精多は病院を抜け出し、学園祭開幕の準備で慌ただしいお嬢様学校へ侵入してセキュリティ・システムを操作し、校内と外界を完全に遮断してしまう。
こうして、一人でも多くの女生徒に中出しする為の「中出し学校祭」が開幕したのであった。

## 登場人物
中出 精多（なかいで せいた）
声 - なし
主人公。学園祭開幕直前のお嬢様学校を乗っ取って「中出し学校祭」の開幕を宣言する。
丘野 涼音（おかの すずね）
声 - 桜川未央
身長151cm。スリーサイズはB 93(Eカップ) / W 54 / H 89
水泳部所属。下心丸出しの精多に対しても特に警戒心を抱かず、健気に接して来る。
沢代 夏実（さわしろ なつみ）
声 - かわしまりの
身長168cm。スリーサイズはB 90(Eカップ) / W 59 / H 89
生徒会長。開会式に乱入した精多に押し倒され貞操の危機に晒されるが、未遂に終わる。
青空 小鳥（あおぞら ことり）
声 - KOHIRO
身長153cm。スリーサイズはB 82(Bカップ) / W 54 / H 83
学園祭にゲストとして呼ばれていた人気アイドル。状況をよく飲み込めていない。
鈴原 まひる（すずはら まひる）
声 - 桜川未央
身長156cm。スリーサイズはB 85(Cカップ) / W 55 / H 86
陸上部所属。精多に対しては常に喧嘩腰で、イベントの鬼ごっこで再三にわたり勝負することになる。
福茉 凪羽（ふくまつ なぎは）
声 - 青川ナガレ
身長158cm。スリーサイズはB 93(Fカップ) / W 57 / H 90
天然系で超が付くドジっ娘。喫茶店でウェイトレスをしている。
花深 風華（はなみ ふうか）
声 - KOHIRO
身長149cm。スリーサイズはB 90(Fカップ) / W 58 / H 87
世間知らずのお嬢様。性知識が乏しく、自覚の無いまま精多の言いなりになってしまう。
夢月 さやか（むづき さやか）
声 - 青川ナガレ
身長160cm。スリーサイズはB 96(Gカップ) / W 58 / H 90
演劇部所属。いつか白馬の王子様が目の前に現れると信じている。
山吹 夕海（やまぶき ゆうみ）
声 - 歌織
身長159cm。スリーサイズはB 91(Eカップ) / W 57 / H 88
デリバリー喫茶で校内を回っている。人前では猫を被っているが、相当に腹黒い。
笹倉 渚（ささくら なぎさ）
声 - かわしまりの
身長161cm。スリーサイズはB 95(Gカップ) / W 55 / H 90
チアリーディング部所属。彼氏連れで、非常に一途な性格。
美里 蝶子（みさと ちょうこ）
声 - かわしまりの
身長151cm。スリーサイズはB 94(Fカップ) / W 55 / H 88
アートバルーンを売っている少女。Hなことに対する興味は人一倍だが、知識はほとんど無い。
水杜 楓（みずもり かえで）
声 - 歌織
身長167cm。スリーサイズはB 98(Hカップ) / W 58 / H 92
茶道部所属。常に毅然とした態度で、近寄り難い雰囲気だが……。
入間 硝子（いるま がらす）
声 - 青川ナガレ
身長143cm。スリーサイズはB 80(Cカップ) / W 58 / H 78
園芸部所属。無口で、自分は魅力に乏しいから精多に襲われることは無いだろうと無関心を装っている。
夏ノ香 木葉（なつのか このは）
声 - 桜川未央
身長149cm。スリーサイズはB 78(Aカップ) / W 53 / H 80
占いが趣味の少女。人見知りが激しく、命令されたら嫌と言えないところが有る。
貴咲 恵波（きさき えなみ）
声 - 歌織
身長164cm。スリーサイズはB 90(Dカップ) / W 58 / H 88
バザーで売り子をしている気の強い少女。暴力的。
朝霧 氷澄（あさぎり ひずみ）
声 - KOHIRO
身長159cm。スリーサイズはB 86(Cカップ) / W 56 / H 88
生物部所属。かき氷を売っている。隙有らばメスを振りかざす危なっかしい性格。

## スタッフ
- ディレクター：円亭
- シナリオ：志田哉（メイン）
- 原画：望月望
- 音楽：Tutti's